# Gallicolombe des Marquises
Pampusana rubescens
Espèce
Statut de conservation UICN

 EN  : En danger
La Gallicolombe des Marquises (Pampusana rubescens), auparavant connue sous le nom  de Gallicolumba rubescens, est une espèce d'oiseaux de la famille des Columbidés. Elle est endémique de Polynésie française.

## Habitat
Son écosystème est constitué de zones arbustives subtropicales ou tropicales sèches, et subtropicales ou tropicales humides.

## Population et conservation
Cette espèce fut classée comme en danger par l'UICN. Mais de nouvelles recherches montrent qu'elle est plus fréquente que prévu, ce qui a conduit son reclassement en espèce vulnérable en 2008.